# Badstoven Münden

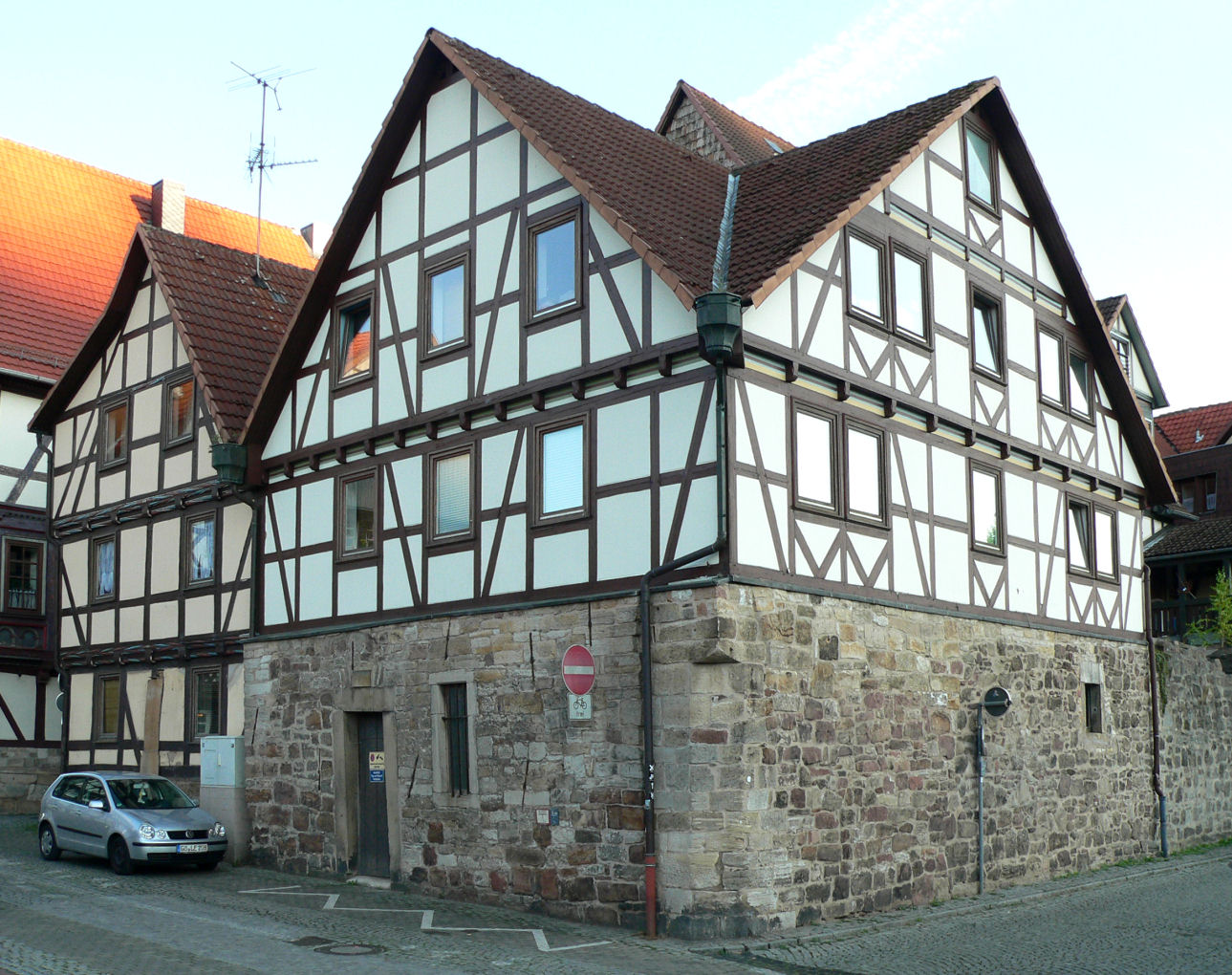
Der Badstoven in Hann. Münden

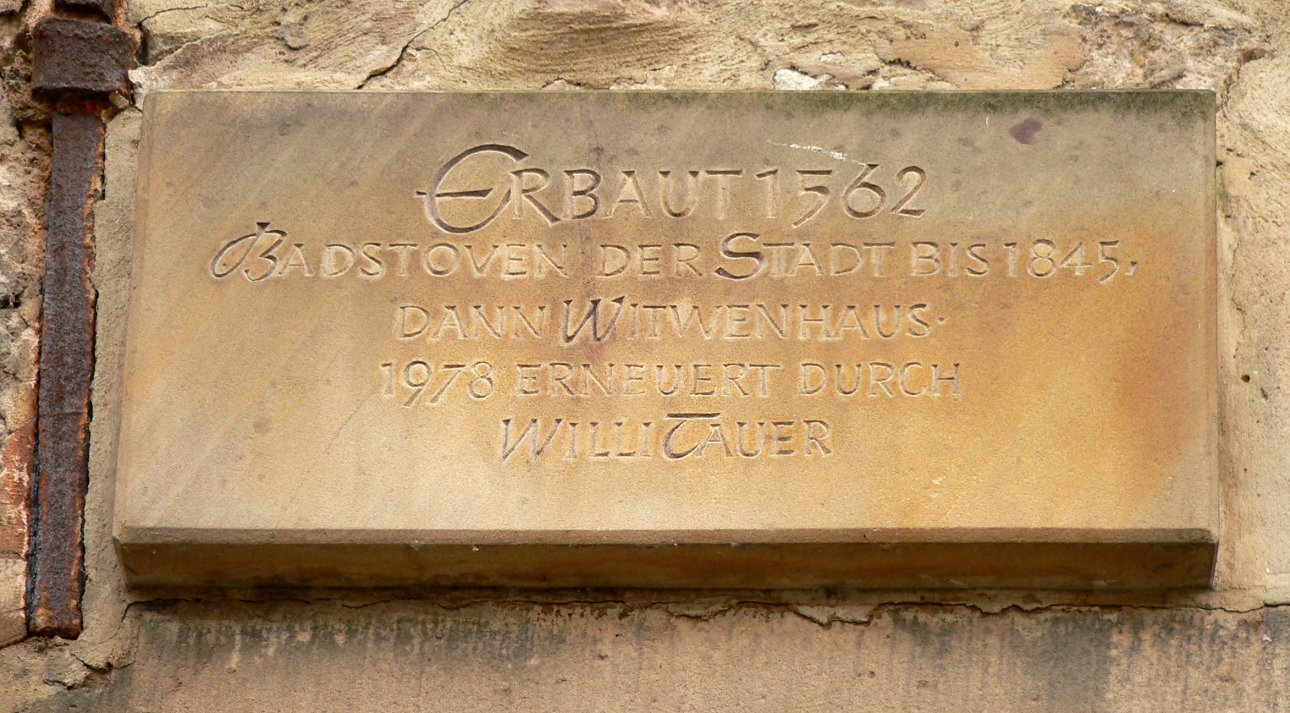
Gedenkstein zur Renovierung von 1978 über der Eingangstür

Der Badstoven Münden ist ein ehemaliges Bade- und späteres Witwenhaus in Hann. Münden in Südniedersachsen. Heute wird das im 16. Jahrhundert entstandene Gebäude als Wohnhaus genutzt und steht unter Denkmalschutz.
Die Stadt Münden ließ den Badstoven im Jahre 1562 für 337 Mark im Bereich der Kasseler Schlagd als städtisches Badehaus errichten. Es handelt sich um einen dreigeschossigen Bau mit zwei Fachwerkobergeschossen auf einem Steinunterbau. Das Gebäude ist in die Stadtmauer der Stadtbefestigung Münden integriert. Die Stadt verpachtete das Badehaus jeweils an einen Bader, dem zwei Mägde zur Seite standen. Von 1563 ist eine Badstubenordnung überliefert, in der die Benutzungspreise festgelegt sind. Der Badstoven hatte ein Vorläufergebäude von 1418, das sich an einer anderen Stelle in der Stadt befand.
Badehäuser für Wannenbäder spielten früher eine große Rolle, da es für viele Menschen die einzige Möglichkeit des Badens war. Es gibt Belege darüber, dass in Münden vermögende Bürger Seelbäder als gute Werke für die arme Leute stifteten.
Durch einen Verkauf im Jahr 1845 ging das Gebäude von städtischem in privates Eigentum über und diente ab dann als Wohnhaus für bedürftige Witwen. Einer Beschreibung von 1867 zufolge hatte es fünf Stuben, vier Küchen, drei Kammern und zwei Bodenkammern. Der 1896 verstorbene Besitzer vermachte das Haus der Stadt Münden unter der Auflage, dass es als Witwenhaus erhalten bleibt. Dieser Zustand blieb bis mindestens 1937 bestehen. Ab 1949 wohnten im Haus neben Rentnerinnen auch Ehepaare. Eine Bauerneuerung erfolgte 1978, was eine Steinplatte über der Eingangstür dokumentiert. Bei den Arbeiten von 1978 fand ein Hobbyarchäologe beim Graben unter den Gebäudefundamenten mittelalterliche Keramikteile, wie Grapen, Schalen und Glasflaschen.